# Шуазёль (приход)
Шуазёль (англ. Quarter Choiseul) — один из одиннадцати приходов (единица административно-территориального деления) государства Сент-Люсия, расположенный на юго-западном побережье острова. Площадь 31 км², население 6 098 человек (2010). Административный центр прихода — город Шуазёль. Чуть южнее его расположен пригород Ла-Фарг с Центром развития искусства и ремесел. В холмах над городком, среди живописных ландшафтов, расположен форт Ситреон с единственным уцелевшим орудием, и многочисленные петроглифы, датируемые приблизительно V—XIII веками нашей эры.